# Alessandra D'Ettorre
Alessandra D'Ettorre (Castelvecchio Calvisio, província de L'Aquila, 8 de maig de 1978) va ser una ciclista italiana, professional del 2006 al 2013. Va combinar la carretera amb el ciclisme en pista.

## Palmarès en ruta
- 1996
  -  Campiona del món júnior en ruta
- 2000
  -  Campiona d'Europa sub-23 en Ruta
- 2006
  - Vencedora d'una etapa al Giro de Toscana-Memorial Michela Fanini
- 2007
  - Vencedora d'una etapa al Giro de Toscana-Memorial Michela Fanini
- 2008
  - Vencedora d'una etapa a la Volta a Polònia
- 2009
  - 1a al Gran Premi Cham-Hagendorn

## Palmarès en pista
- 2006
  -  Campiona d'Itàlia en puntuació
  -  Campiona d'Itàlia en scratch